# مارگاریتا نیکولیان

مارگاریتا نیکولیان (ارمنی: Մարգարիտա Նիկոլյան؛ زادهٔ ۲۷ مهٔ ۱۹۷۴ در گیومری) اسکی‌باز زن در رشته اسکی صحرانوردی اهل ارمنستان است.